# Draft WNBA 2008
2007 2009
La draft WNBA 2008 est la cérémonie annuelle de la draft WNBA lors de laquelle les franchises de la WNBA choisissent les joueuses dont elles pourront négocier les droits d’engagement.
Le choix s'opère dans un ordre déterminé par le classement de la saison précédente, les équipes les plus mal classés obtenant les premiers choix. Sont éligibles les joueuses américaines ou scolarisées aux États-Unis allant avoir 22 ans dans l'année calendaire de la draft, ou diplômées ou ayant entamé des études universitaires quatre ans auparavant. Les joueuses « internationales » (ni nées ni ne résidant aux États-Unis) sont éligibles si elles atteignent 20 ans dans l'année suivant la draft.
La draft est organisée le 9 avril 2008 au Madison Square Garden de New York. Une loterie est organisée le 23 octobre 2007. Les Sparks de Los Angeles obtiennent le premier choix de la draft 2008. Le Sky de Chicago obtiennent le second choix. Les Lynx du Minnesota obtiennent le troisième choix, suivi par le Dream d'Atlanta et les Comets de Houston. Le premier choix de la draft est Candace Parker.
L'édition 2008 est une des drafts les plus talentueuses avec plusieurs All-Stars : Candace Parker, Sylvia Fowles, Crystal Langhorne, Essence Carson, Charde Houston et Nicky Anosike

## Transactions
Le Shock de Détroit obtient le 11e choix du premier tour à la suite du transfert Katie Feenstra - Ruth Riley de février 2007.
Les Silver Stars de San Antonio obtiennent le 21e choix à la suite de la draft 2007 lors d’un transfert avec le Liberty de New York, impliquant Becky Hammon. 
- Le 6 février 2008, le Dream d'Atlanta transfère le 4e choix au Storm de Seattle, ainsi que Roneeka Hodges contre le 8e choix et Iziane Castro Marques.
- Le 6 février 2008, le Dream d'Atlanta transfère le 18e choix et LaToya Thomas au Shock de Détroit contre Ivory Latta.
- Le 19 février 2008, le Storm de Seattle transfère le 4e choix au Shock de Détroit contre Swin Cash.
- Le 19 février 2008, le Sun du Connecticut obtient le 12e choix du Fever de l'Indiana lors du transfert Tamika Whitmore - Katie Douglas.

## Draft d’expansion
| Joueuse            | Nationalité | Équipe WNBA     | Ancienne équipe WNBA        |
| ------------------ | ----------- | --------------- | --------------------------- |
| Carla Thomas       | États-Unis  | Dream d'Atlanta | Sky de Chicago              |
| Érika de Souza     | Brésil      | Dream d'Atlanta | Sun du Connecticut          |
| Katie Feenstra     | États-Unis  | Dream d'Atlanta | Shock de Détroit            |
| Roneeka Hodges     | États-Unis  | Dream d'Atlanta | Comets de Houston           |
| Ann Strother       | États-Unis  | Dream d'Atlanta | Fever de l'Indiana          |
| LaToya Thomas      | États-Unis  | Dream d'Atlanta | Sparks de Los Angeles       |
| Kristen Mann       | États-Unis  | Dream d'Atlanta | Lynx du Minnesota           |
| Ann Wauters        | Belgique    | Dream d'Atlanta | Liberty de New York         |
| Jennifer Lacy      | États-Unis  | Dream d'Atlanta | Mercury de Phoenix          |
| Kristin Haynie     | États-Unis  | Dream d'Atlanta | Monarchs de Sacramento      |
| Chantelle Anderson | États-Unis  | Dream d'Atlanta | Silver Stars de San Antonio |
| Betty Lennox       | États-Unis  | Dream d'Atlanta | Storm de Seattle            |
| Alena Lewtchanka   | Biélorussie | Dream d'Atlanta | Mystics de Washington       |

## Draft

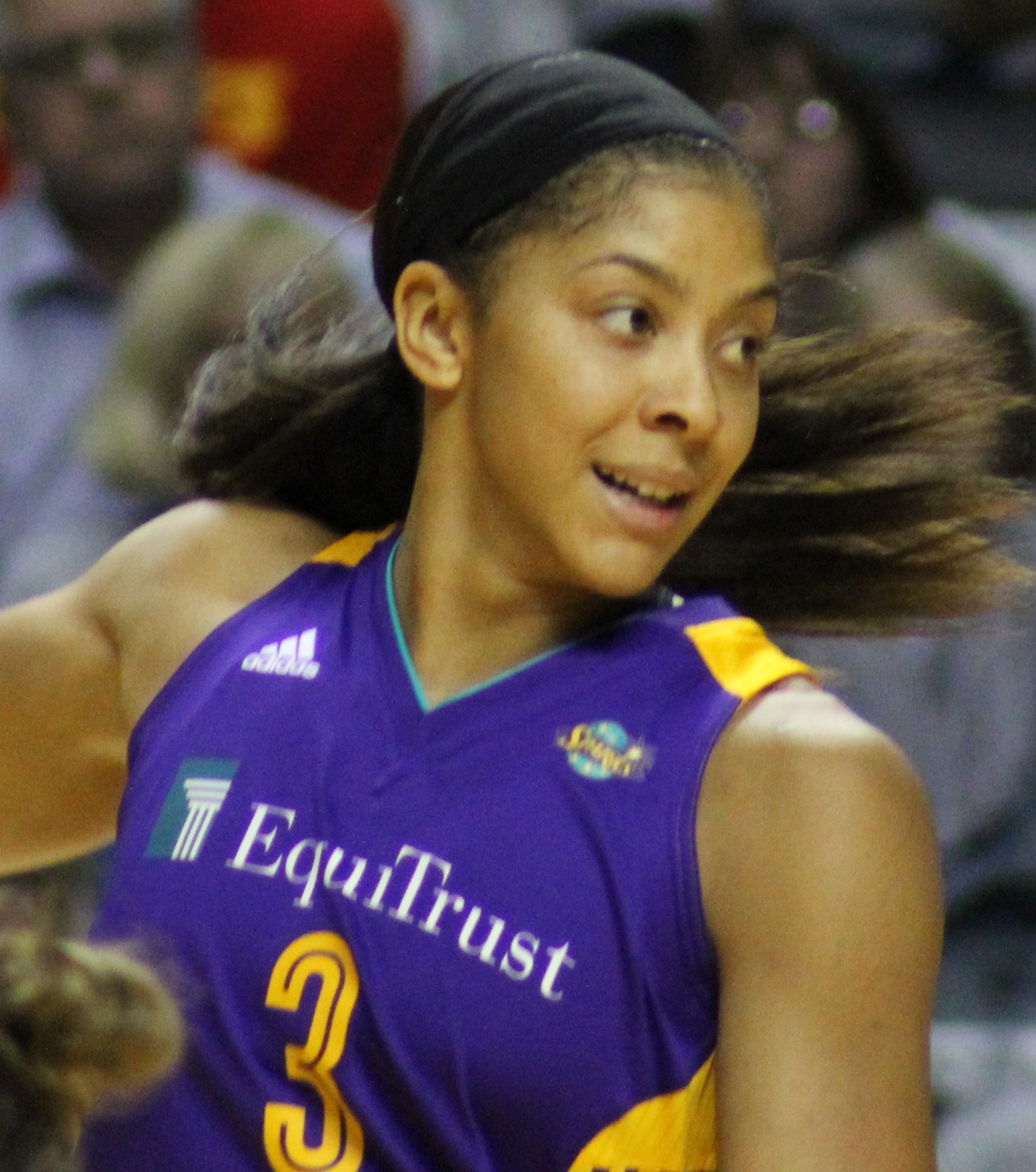
Candace Parker, 1er choix de la Draft 2008

### Légende
|   | Signale une joueuse qui a été intronisé au Basketball Hall of Fame                                                         |
|   | Signale une joueuse qui a été sélectionnée pour au moins un match annuel WNBA All-Star Game et une sélection All-WNBA Team |
|   | Signale une joueuse qui a été sélectionnée pour au moins un match annuel WNBA All-Star Game                                |
|   | Signale une joueuse qui a été sélectionnée pour au moins une sélection All-WNBA Team                                       |
| R | Signale la joueuse qui a remporté le titre de WNBA Rookie of the Year                                                      |

### Premier tour
| Choix | Nom               | Position      | Nationalité | Équipe                                      | Provenance              |
| ----- | ----------------- | ------------- | ----------- | ------------------------------------------- | ----------------------- |
| 1     | Candace Parker R  | Ailière       | États-Unis  | Sparks de Los Angeles                       | Volunteers du Tennessee |
| 2     | Sylvia Fowles     | Pivot         | États-Unis  | Sky de Chicago                              | Tigers de LSU           |
| 3     | Candice Wiggins   | Arrière       | États-Unis  | Lynx du Minnesota                           | Stanford                |
| 4     | Alexis Hornbuckle | Meneuse       | États-Unis  | Shock de Détroit (via le Storm et le Dream) | Volunteers du Tennessee |
| 5     | Matee Ajavon      | Meneuse       | États-Unis  | Comets de Houston                           | Rutgers                 |
| 6     | Crystal Langhorne | Ailière forte | États-Unis  | Mystics de Washington                       | Terrapins du Maryland   |
| 7     | Essence Carson    | Arrière       | États-Unis  | Liberty de New York                         | Rutgers                 |
| 8     | Tamera Young      | Ailière       | États-Unis  | Dream d'Atlanta (via le Storm)              | James Madison           |
| 9     | Amber Holt        | Arrière       | États-Unis  | Sun du Connecticut                          | Middle Tennessee        |
| 10    | Laura Harper      | Ailière forte | États-Unis  | Monarchs de Sacramento                      | Maryland                |
| 11    | Tasha Humphrey    | Pivot         | États-Unis  | Shock de Détroit (via les Silver Stars)     | Georgia                 |
| 12    | Ketia Swanier     | Meneuse       | États-Unis  | Sun du Connecticut (via le Fever)           | Connecticut             |
| 13    | LaToya Pringle    | Ailière       | États-Unis  | Mercury de Phoenix                          | North Carolina          |
| 14    | Erlana Larkins    | Ailière forte | États-Unis  | Liberty de New York (via le Shock)          | North Carolina          |

### Deuxième tour
| Choix | Nom                  | Position      | Nationalité | Équipe                                       | Provenance                     |
| ----- | -------------------- | ------------- | ----------- | -------------------------------------------- | ------------------------------ |
| 15    | Shannon Bobbitt      | Meneuse       | États-Unis  | Sparks de Los Angeles                        | Volunteers du Tennessee        |
| 16    | Nicky Anosike        | Ailière forte | États-Unis  | Lynx du Minnesota                            | Volunteers du Tennessee        |
| 17    | Erica White          | Meneuse       | États-Unis  | Comets de Houston                            | Université d’État de Louisiane |
| 18    | Olayinka Sanni       | Pivot         | Nigeria     | Shock de Détroit (via le Dream)              | West Virginia                  |
| 19    | Quianna Chaney       | Arrière       | États-Unis  | Sky de Chicago                               | Université d’État de Louisiane |
| 20    | Lindsey Pluimer      | Ailière       | États-Unis  | Mystics de Washington                        | UCLA                           |
| 21    | Chioma Nnamaka       | Meneuse       | Suède       | Silver Stars de San Antonio (via le Liberty) | Georgia Tech                   |
| 22    | Allie Quigley        | Meneuse       | États-Unis  | Storm de Seattle                             | DePaul                         |
| 23    | Jolene Anderson      | Arrière       | États-Unis  | Sun du Connecticut                           | Wisconsin                      |
| 24    | Morenike Atunrase    | Arrière       | États-Unis  | Dream d'Atlanta (via le Fever)               | Texas A&M                      |
| 25    | Leilani Mitchell     | Meneuse       | États-Unis  | Mercury de Phoenix (via les Silver Stars)    | Utah                           |
| 26    | Khadijah Whittington | Ailière       | États-Unis  | Fever de l'Indiana                           | North Carolina State           |
| 27    | Wanisha Smith        | Meneuse       | États-Unis  | Liberty de New York (via le Mercury)         | Duke                           |
| 28    | Natasha Lacy         | Meneuse       | États-Unis  | Shock de Détroit                             | UTEP                           |

### Troisième tour
| Choix | Nom                 | Position | Nationalité | Équipe                                | Provenance                  |
| ----- | ------------------- | -------- | ----------- | ------------------------------------- | --------------------------- |
| 29    | Sharnee’ Zoll       | Meneuse  | États-Unis  | Sparks de Los Angeles                 | Virginia                    |
| 30    | Charde Houston      | Ailière  | États-Unis  | Lynx du Minnesota                     | Connecticut                 |
| 31    | Crystal Kelly       | Ailière  | États-Unis  | Comets de Houston                     | Western Kentucky            |
| 32    | Danielle Hood       | Ailière  | États-Unis  | Dream d'Atlanta                       | Hartford                    |
| 33    | Angela Tisdale      | Meneuse  | États-Unis  | Sky de Chicago                        | Baylor                      |
| 34    | Krystal Vaughn      | Ailière  | États-Unis  | Mystics de Washington                 | Virginia Commonwealth       |
| 35    | Alberta Auguste     | Arrière  | États-Unis  | Liberty de New York                   | Université du Tennessee     |
| 36    | Kimberly Beck       | Meneuse  | États-Unis  | Storm de Seattle                      | George-Washington           |
| 37    | Lauren Ervin        | Ailière  | États-Unis  | Sun du Connecticut                    | Université de l’Arkansas    |
| 38    | A’Quonesia Franklin | Meneuse  | États-Unis  | Monarchs de Sacramento                | Texas A&M                   |
| 39    | Alex Anderson       | Arrière  | États-Unis  | Silver Stars de San Antonio           | Chattanooga                 |
| 40    | Izabela Piekarska   | Pivot    | Pologne     | Monarchs de Sacramento (via le Fever) | UTEP                        |
| 41    | Marscilla Packer    | Meneuse  | États-Unis  | Mercury de Phoenix                    | Université d’État de l’Ohio |
| 42    | Valeriya Berejynska | Pivot    | Ukraine     | Shock de Détroit                      | Rice                        |
| 43    | Charel Allen        | Meneuse  | États-Unis  | Monarchs de Sacramento                | Notre Dame                  |

## Pour approfondir